# 대구문학관과 향촌문화관
대구문학관과 향촌문화관은 대구광역시 중구 향촌동에 있는 대구시 공립 문화시설이다. 2014년에 개장하였으며 현재 대구문학관과 향촌문화관이 공동으로 한 건물에 있다.

## 소개
1912년 대구지역 최초의 일반은행인 선남상업은행이 있던 곳으로 1941년 조선상업은행 대구지점이 되었고 해방 후에는 한국상업은행(현재의 우리은행) 대구지점 건물로 있고 이후로 빈 건물로 있다가 2014년 대구시에서 공유지로 인수하여 대구문학관과 향촌문화관을 개장하였다. 

### 대구문학관
대구 지역의 문호들과 문학을 소개하는 전시관으로 건물 3,4층에 있다. 

### 향촌문화관
대구 향촌동 지역의 향토사를 주제로 하는 전시관으로 건물 1,2층에 있다. 유료입장 시설이다. 